# Nicole Wesner
Nicole Wesner (* 26. August 1977 in Köln) ist eine deutsche Profiboxerin und mehrfache Boxweltmeisterin.

## Sportlicher Werdegang
2010 bestritt Wesner ihren ersten Kampf. 2011 wurde sie österreichische Staatsmeisterin in der Gewichtsklasse 60 kg und war die erste Frau in Österreich, die diesen Titel verliehen bekommen hat.
Im Dezember 2012 wechselte sie in den Profisport. Seit Dezember 2014 war sie mehrfache amtierende Boxweltmeisterin im Leichtgewicht (61,2 kg / 135 lbs). Sie gewann zwischen 2014 und 2019 sechs Weltmeisterschaften.
Ihre Boxtrainer sind Johann Senfter (Wien) und Steven Küchler (Berlin); sie trainiert sowohl in Wien als auch in Berlin.

## Rednerin
Seit 2015 arbeitet Nicole Wesner neben ihrem Sport als Rednerin. Ihre Schwerpunkte sind Wandel, Change Management, out-of-the-box-thinking; Optimismus, Mut und Leidenschaft für neue Wege, Gesetz der Anziehung, Ziele und Wachstum erreichen sowie mentale Aspekte des Gewinnens.

## Privates
Nicole Wesner legte ihr Abitur am Mannheimer Kurpfalz-Gymnasium ab und studierte danach in Mannheim an der dortigen Berufsakademie. Im dualen System war Wesner zu diesem Zeitpunkt für die damalige Roche AG tätig. Danach wurde Wesner als Product Manager eingesetzt, zuletzt in Wien.

## Sonstiges
Nicole Wesner ist zertifizierte Yogalehrerin. Seit 2016 ist sie Teil des ORF Yogamagazins, das jeden Freitag auf ORF Sport ausgestrahlt wird. Von 2016 bis 2019 wurden 30 Folgen mit ihr gedreht, die alle mehrfach wiederholt wurden.
2019 nahm sie gemeinsam mit Dimitar Stefanin an der ORF-Tanzshow Dancing Stars teil. Das Paar kam bis ins Finale und erreichte dort den dritten Platz.
Wesner lebt in Wien.